# Соціалістичний німецький студентський союз
Соціалісти́чний німе́цький студе́нтський сою́з (нім. Sozialistische Deutsche Studentenbund; SDS) — політична організація, утворена у 1946 році як відділення Соціал-демократичної партії Німеччини. У 1950-х роках між організацією і партією виникла напруженість, зокрема через підтримку останньою переозброєння Західної Німеччини, через що до 1961 році усі члени союзу були виключені з партії і стали діяти автономно.

## Історія
Після виключення усіх членів Соціалістичного німецького студентського союзу з Соціал-демократичної партії Німеччини організація стала провідним елементом позапарламентської опозиції. Активність союзу припала на 1966 рік, коли разом з Християнсько-демократичним союзом він утворив велику коаліцію, залишивши Німеччину без опозиції в парламенті, оскільки члени цих двох організацій складали понад 90 % місць у Бундестазі.
Союз складався переважно зі студентів коледжів та університетів і виступав проти війни у В'єтнамі та політичної участі Німеччини в ній, а також проти використання ядерної зброї і того, що багато колишніх націонал-соціалістів займали впливові посади в Західній Німеччині. Союз також просував демократичні структури в усіх установах, зокрема в школах.
У травні та червні 1967 року іранський шах Мохаммад Реза Пахлеві відвідав Західну Німеччину. Хоча західні уряди розглядали шаха як реформатора, його режим також критикували за утиски, жорстокість, корупцію та марнотратство. 2 червня 1967 року, у Західному Берліні іранські та німецькі студенти, в тому числі члени Соціалістичного німецького студентського союзу та Конфедерація іранських студентів, протестували проти візитів шаху. Під час мирної, але несанкціонованої демонстрації в Берлінській опері між прихильниками та противниками шаха спалахнули бійки, а беззбройний протестувальник на ім'я Бенно Оннесорг був смертельно поранений у потилицю поліцейським Карлом-Хайнцом Куррасом, викритим у 2009 році як «кріт» східнонімецької служби державної безпеки Штазі в поліції Західного Берліна.
Союз просував альтернативний спосіб життя і більшу толерантність до одностатевих пар, більш відкрите ставлення до сексуальних тем, право на аборт і рівні права для жінок. Студенти використовували ті ж методи протесту, що й антивоєнний рух у Сполучених Штатах у той час, наприклад, сидячі страйки та демонстрації. Рух Соціалістичного німецького студентського союзу досяг свого піка 1968 року, коли кількість членів організації сягала 2500 осіб, але після цього пішов на спад і у 1970 році розпався, а спроби відродити його у 1988 році виявилися безрезультатними.

## Відомі учасники
- Руді Дучке — марксистський соціолог і політик[3].
- Йошка Фішер — політик, колишній міністр закордонних справ Німеччини[3].
- Дітер Кунцельманн — лівий активіст і один з засновників «Комуни 1»[3].
- Ульріка Майгхоф — журналістка, публіцистка, терористка і одна з засновниць «Фракції Червоної армії».
- Гельмут Шмідт — канцлер Німеччини протягом 1974—1982 років і голова Союзу німецького студентського союзу у 1947—1948 роках.
- Фріц Тойфель — терорист і один з засновників «Комуни 1».